# Chlordan
Chlordan – organiczny związek chemiczny, insektycyd z grupy związków dienowych o działaniu podobnym do DDT i HCH. Chlordan bywa również stosowany jako herbicyd selektywny.